# Klasa próżniacza
Klasa próżniacza (ang. leisure class) – określenie wprowadzone przez Thorsteina Veblena na zbiorowość ludzi nastawionych na ostentacyjną konsumpcję.
Veblen swoje obserwacje odnosił do elity biznesu Stanów Zjednoczonych przełomu XIX i XX wieku – finansistów i spekulantów giełdowych. Uznawał, że klasa próżniacza stanowi wytwór rywalizacji rynkowej, walk konkurencyjnych właściwych nowoczesnej przedsiębiorczości. W wydanej w 1899 roku książce Teoria klasy próżniaczej opisywał ówczesne formy ostentacyjnej konsumpcji, zajęć nieproduktywnych i instytucji społecznych podtrzymujących klasę próżniaczą np. uniwersytetów podlegających drapieżnej konkurencji i instrumentalnemu traktowaniu wiedzy.
Przynależną do "świata biznesu" klasę próżniaczą, określaną niekiedy też jako klasę pasożytniczą, Veblen przeciwstawiał klasie pracującej, "światowi przemysłu". Ludzi pracy opisywał jako techników, menadżerów i inżynierów kierowanych instynktem dobrej pracy, a nie "absolutnego posiadania", które pozbawia tego instynktu utrudniając dalszy rozwój technologiczny.
Klasa próżniacza tym się różni od innych, że podejmowana przez nią konsumpcja na pokaz cechuje się "ostentacyjnym próżniactwem", czyli widocznym, wystawnym marnotrawstwem. Przykłady stanowią hazard, kupno specjalnej odzieży i sprzętu sportowego oraz innych dóbr służących spędzaniu czasu wolnego.